# 花巡礼
『花巡礼』（はなじゅんれい）は、河惣益巳による日本の少女漫画作品。『花とゆめ』（白泉社）にて1997年15号から1998年17号まで連載された。単行本は同社の花とゆめコミックスから全3巻。2008年には同社の白泉社文庫からも全2巻が刊行されている。

## 概要
第2次、第3次十字軍遠征時代を舞台に、アリエノール・ダキテーヌに仕えた母娘3代（リドウィナ・ミレジーヌ・ブランシュ）の物語。アリエノールやその夫ルイ7世、ヘンリー2世など、実在した諸侯、史実を元にしたフィクション。

## 登場人物
リドウィナ・ド・オーニス
リドウィナ編の主人公。愛称リドナ。ポワトォーの貴族の生まれで、かつて先代アキテーヌ公から後添いに望まれた、美貌の亡き母エランブルジュの美しさを受け継ぐ。
領主アリエノール・ダキテーヌの義妹として大切に養育されていた。家事は一切できないが、読み書きと計算、数か国語を話すことができる才媛。
第2次十字軍遠征の準備の最中、アリエノールの夫・フランス王ルイ7世の従者アラールと恋に落ちる。両君主の不和の際駆け落ち、たどり着いた聖地パレスチナで娘ミレジーヌを授かる。
身を寄せ居ていた街の砦をイスラム軍に攻められた際、夫アラールと生き別れ、娘を連れて祖国に帰り、アリエノールの元を訪れる。ポワトォー館の城代となるが、夫の安否不明中にイングランド王ヘンリー2世に言い寄られ、拒否したが君主アリエノールとの板挟みになったことにより僧籍に入り、フォントヴロー修道院に隠棲し総院長となる。
ブランシュ編で娘ミレジーヌの死後に生き別れていた夫アラールの生存が発覚し、再会するが、還俗・復縁はせず、余生は別々の人生を歩む。孫娘ブランシュが暗殺されたカスティーリャ王女になり代わった事情を知っており、ブランカになり代わりフランス王家に輿入れしてきたブランシュを出迎える。
アラール・カペー
フランス王ルイ７世の従騎士。サン＝ドニ修道院で育ち、施療所の手伝いをしていた経験から薬草の知識に造詣が深く、治療・医療の心得がある。その一方、世俗には疎く女性へのデリカシーに欠いた言行を取ることがあり、当初リドウィナや王妃アリエノールからはひんしゅくを買い、ルイ7世や友人フロリュスからも窘められる。
極一部の者にしか知られていないが、先王の叔母にあたる女性が十字軍でイスラム教徒に攫われた際、身ごもり産まれた修道僧と先王の庶出の娘(ルイ7世の異母姉)との間に産まれた。ルイ7世の甥に当たる。
生後間もなく母を産褥で、父を自死で亡くし、その出自を「呪われている」とした教会から祝福を拒否され、棄児同然であった所をシュジェ修道院長に助けられ育てられるが、他の修道僧達からは生まれながらの贖罪人として疎んじられ、孤立して育つ。ゆえに幼い頃から自分のことを気に掛けて訪ね、俗世に出し、自らの臣下に取り立ててくれた叔父であり君主でもあるルイ7世を慕い、忠誠を誓っている。
リドウィナとは反目しながらも惹かれ合うようになり、生い立ちの後ろめたさから身を引こうとしたが、レニエの後押しにより結婚する。
その後、両君主の不和の際夫婦で駆け落ちし、パレスチナに辿り着く。以降は修道騎士達の元で薬草を栽培し、施療所を開いて治療師として働いていたが、街の砦をイスラム軍が攻めて来た際、薬草園の様子を見に行ったままサラディンに捕まり奴隷として売買され、中東でも治療・医療の腕を買われて生き延びるが、各戦場をたらい回しにされ、妻子と生き別れていた。
一人娘ミレジーヌの死後、尼僧となった妻リドウィナと再会するが、それぞれ仕える主と信仰のために余生を捧げることにし、離縁。祖国に帰った後は修道僧となり、亡き君主の菩提を弔う。
ミレジーヌ
ミレジーヌ編の主人公。愛称ミレイ。パレスチナで生まれたリドウィナとアラールの娘。幼少期を中東とエジプトとの国境近くの街を守る小さな砦で父母や修道騎士達と共に過ごす。「代父」である修道騎士たちを「父しゃま達」と呼んで慕った。
母リドウィナが世俗を捨てた後は、共にポワトォー館を出てフォントヴロー修道院で生活するようになり、アリエノールが「代母」として後見となる。治療師の父アラールに付いて薬草園や仕事場の施療所に出入りして育ったため、薬草に関する知識や医療の心得があり、後に歳若くしてフォントヴロー修道院の施療所で責任者を任せられる程の治療師となった。
母に似て見目麗しく、幼馴染であるアリエノールの三男リチャード1世とルイ７世の長男フィリップ２世の双方に幼少の頃から想いを寄せられる。ずっと想い続けたリチャードと義兄妹の関係を超えて結ばれる。
ブランシュ編でリチャードとの第2子である男児を授かるが事故により早産し、リチャード1世崩御とほぼ同時に産まれた子と共に亡くなる。

ブランシュ・プランタジネット
ブランシュ編の主人公。イングランド王リチャード1世とミレジーヌの娘。第3次十字軍の際、パレスチナで生まれる。父母の死後、後見の祖母アリエノールにイングランド女王にと望まれたが、それを阻止しようとする叔父ジョン王に命を狙われ続け、彼女と間違えられて暗殺された従姉妹ブランシュ・ド・カスティーユの代わりにプランタジネットとアキテーヌの血を残すため王太子ルイ（後のルイ8世）に嫁ぐ。
美貌だが、父リチャードや祖母アリエノールに似たきつい印象の顔立ちで、性格も2人の胆力と気の強さ、奔放な面を受け継いでいる。貴族の女性として束縛されることを嫌い、自由に生きること、想い人カイルワーンの待つパレスチナに行くことを願った。
アリエノール・ダキテーヌ
アキテーヌ女公にして、フランス王妃とイングランド王妃の2つの王冠を頂いた女性。リドウィナ、ミレジーヌ、ブランシュを姉のように、時に母のように見守る。

レニエ・シヴリー
誰もが見とれる美貌を持つフォントヴロー修道院の修道僧。予知や治癒の力を持ち、リドウィナ達を導く。その正体は、異能の力を持った修道女が産んだ、先代アキテーヌ公の庶子（アリエノールの異母弟）。その予言の力を以ってアキテーヌの「血」と「名」の永代の存続を使命としてこの世に生み出された。ミレジーヌから生まれてくる子供はキリストの生まれ変わりであると予言し、聖地パレスチナで生まれなければならないと進言する。数十年の時を経てもなお、まったく年老いる様子はなく、若々しい姿をしている。

## その他
ミレジーヌ編に、ジェニー・シリーズのアルフレッド、エルンスト、ジュリアン、ジョージ、ペドロ、エンツォに容姿のよく似た人物が修道騎士として登場する。

## 書誌情報
- 河惣益巳 『花巡礼』 白泉社〈花とゆめコミックス〉、全3巻
  1. 1998年2月発売、ISBN 4-592-12888-5
  2. 1998年5月発売、ISBN 4-592-12889-3
  3. 1998年11月発売、ISBN 4-592-12890-7
- 河惣益巳 『花巡礼』 白泉社〈白泉社文庫〉、全2巻
  1. 2008年5月15日発売、ISBN 978-4-592-88541-2
  2. 2008年7月15日発売、ISBN 978-4-592-88542-9